# Euleria tetramera
Euleria  es un género de plantas,  perteneciente a la familia de las anacardiáceas. Su única especie: Euleria tetramera Urb., es originaria de Cuba.

## Taxonomía
Euleria tetramera fue descrita por Ignatz Urban y publicado en Repertorium Specierum Novarum Regni Vegetabilis 21: 66,en el año 1925.